# Ibrahima Dabo
Ibrahima Dabo (Créteil, 22 luglio 1992) è un calciatore malgascio, portiere del Lusitanos Saint-Maur e della nazionale malgascia.